# Twaalfvingerige darm

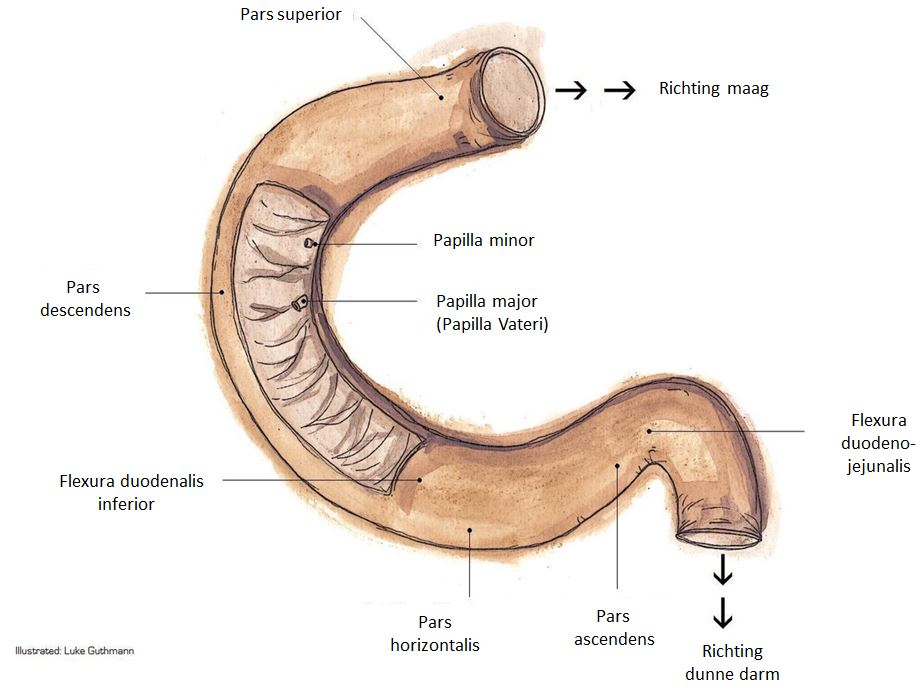
Anatomische indeling

De twaalfvingerige darm of het duodenum vormt het begin van de dunne darm en sluit via het maagportier (de pylorus) aan op de maag. De rest van de dunne darm wordt gevormd door de nuchtere darm (jejunum) en de kronkeldarm (ileum).
De twaalfvingerige darm is bedekt met eenlagig cilindrisch epitheel met microvilli. Tevens bevat het slijmvormende gobletcellen.

## Etymologie
De twaalfvingerige darm dankt zijn naam aan zijn lengte van 20 tot 25 centimeter, een equivalent van 12 vingerbreedtes, een in het verleden in de chirurgie gehanteerde maatstaf.

## Functie
Een belangrijke functie van de twaalfvingerige darm is het neutraliseren van de pH. De chymus, de voedselbrij afkomstig uit de maag, is zeer zuur en zou de rest van het maag-darmstelsel kunnen beschadigen. De alvleesklier (pancreas) produceert waterstofcarbonaat, een base die de pH weer omhoog brengt. Daarnaast produceert de pancreas ook nog verteringsenzymen, zoals trypsine, lipase en amylase, die de vertering voortzetten. Ook wordt in de twaalfvingerige darm gal toegevoegd aan de chymus, afkomstig van de lever en de galblaas. De twaalfvingerige darm geeft samen met het jejunum cholecystokinine af wat voor de afgifte van opgeslagen gal zorgt d.m.v. contractie van de galblaas. De twaalfvingerige darm is naast pH-neutralisatie dus ook verantwoordelijk voor een deel van de vertering.

## Omliggende structuren
De papilla duodeni (papil van Vater, papilla Vateri, papilla major) is de uitmonding van de galwegen (ductus choledochus) en de afvoergang van de alvleesklier (ductus pancreaticus) in de darm.
Soms is er nog een tweede afvoergang van de alvleesklier (ductus pancreaticus accessorius), en die mondt uit bij de papil van Santorini.
De twaalfvingerige darm ligt rond de kop van de alvleesklier gedraaid.
Een groot deel van de twaalfvingerige darm ligt secundair retroperitoneaal, dat wil zeggen dat het door versmelting van een deel van het buikvlies achter dit buikvlies (= peritoneum) is komen te liggen.

## Ziekten

### Ulcus duodeni
In de twaalfvingerige darm kunnen zweren optreden, die veroorzaakt worden door maagzuur, en vaak geassocieerd zijn met de bacterie Helicobacter pylori en het gebruik van NSAID's. Deze zweren kunnen vastgesteld worden door middel van de gastroscopie, een kijkonderzoek van de slokdarm, maag en het duodenum. Mocht er tijdens het onderzoek sprake zijn van een bloeding dan kan adrenaline ingespoten worden, waardoor de vaatjes in het gebied zich vernauwen. Vaak worden er tijdens de scopie biopten afgenomen, waarin de patholoog de bacterie kan ontdekken. Er zal dan een zogenaamde eradicatiekuur plaatsvinden zodat de bacterie uitgeschakeld wordt. Deze eradicatiekuur bestaat uit twee soorten antibiotica en een zuurremmer.
In zeldzame gevallen worden ulcera veroorzaakt door een overproductie van maagzuur, door het syndroom van Zollinger-Ellison.

### Coeliakie
Bij coeliakie treden er pathologische veranderingen op in de dunnedarmwand, waardoor de oorspronkelijke structuur van crypten en microvilli verandert. Gluten, de eiwitfractie van tarwe-, gerste- en roggebloem, veroorzaakt coeliakie. Patiënten die coeliakie hebben, hebben hierdoor vaak deficiënties van essentiële voedingsstoffen zoals foliumzuur of calcium. Patiënten krijgen buikklachten en diarree. Daarnaast treedt bij kinderen groeiachterstand op. De diagnose wordt gesteld door het nemen van een biopsie tijdens een endoscopie. De patiënten dienen zich te houden aan een strikt glutenvrij dieet.
Houdt men zich aan dit dieet, dan kan men redelijk klachtenvrij door het leven.

### Carcinomen
Dunnedarmkanker, dat wil zeggen kanker die ontstaat in de dunne darm, is extreem zeldzaam. Wel kunnen verschillende kankersoorten uitzaaien naar de dunne darm, een bekende is borstkanker (met name het lobulaire mammacarcinoom).
Mond · 
Huig · 
Keel · 
Farynx · 
Strotklepje · 
Slokdarm · 
Maag · 
Twaalfvingerige darm · 
Papil van Vater · 
Alvleesklier · 
Lever · 
Galblaas · 
Nuchtere darm · 
Kronkeldarm · 
Dunne darm · 
Blindedarm · 
Wormvormig aanhangsel · 
Dikke darm · 
Endeldarm · 
Anus
alvleesklier · baarmoeder · bijnieren · bijschildklier · darmen · eierstokken · galblaas · hart · hersenen · huid · hypofyse · longen · lever · maag · milt · nier · prostaatklier · schildklier · teelballen · twaalfvingerige darm · urineblaas · wormvormig aanhangsel · zwezerik